# 熊本高等工業学校
| 熊本高等工業学校（熊本高工） 熊本大学事務局本館（旧・熊本高等工業学校本館） | 熊本高等工業学校（熊本高工） 熊本大学事務局本館（旧・熊本高等工業学校本館） |
| --------------------------------------------------------------------------- | --------------------------------------------------------------------------- |
| 創立                                                                        | 1906年                                                                      |
| 所在地                                                                      | 熊本市                                                                      |
| 初代校長                                                                    | 中原淳蔵                                                                    |
| 廃止                                                                        | 1951年                                                                      |
| 後身校                                                                      | 熊本大学                                                                    |
| 同窓会                                                                      | 熊本大学工業会                                                              |

熊本高等工業学校 （くまもとこうとうこうぎょうがっこう） は、旧制第五高等学校工学部を前身として、1906年 （明治39年） に設立された旧制専門学校 （実業専門学校）。略称は 「熊本高工」。
本項は、前身の旧制第五高等学校工学部を含めて記述する。

## 概要
- 旧制第五高等学校 （五高） の工学部 （1897年（明治30年）設置） を分離独立して第5の官立高等工業学校として設立された。
- 創立時は本科 （修業年限3年） に土木工学科・機械工学科・採鉱冶金学科の 3科を設置した。
- 第二次世界大戦中に熊本工業専門学校 （略称：熊本工専） と改称された。
- 学制改革で新制熊本大学工学部の母体となった。
- 同窓会は 「熊本大学工業会」 と称し、旧制・新制 （工学部） 合同の会となっている。

## 沿革

### 第五高等学校工学部時代
- 1897年（明治30年）
  - 4月17日 - 文部省令第3号により、第五高等学校に工学部（土木工学科・機械工学科の2学科）が設置。修業年限を4年、入学資格を中学校（旧制）卒業程度とする。
  - 9月13日 - 工学部第1回入学式を挙行。入学生 57名。
  - 10月10日 - 第五高等学校第7回開校記念式で夏目金之助、教員総代として祝辞[1]。
- 1901年（明治34年）7月 - 工学部第1回卒業式を挙行。（土木工学科5名、機械工学科4名）。研究科を設置。

### 熊本高等工業学校時代
- 1906年（明治39年）
  - 3月31日 - 文部省令第2号により、第五高等学校工学部を熊本高等工業学校と改称。第五高等学校は3年制の大学予科のみとなる。
  - 6月2日 - 熊本高等工業学校規則を制定。本科を修業年限3年に変更し、土木工学科・機械工学科・採鉱冶金学科の3学科を設置。
- 1907年（明治40年）5月 - 熊本県、高工用地として飽託郡黒髪村の土地約2万坪を国に寄附。
- 1909年（明治42年）
  - 4月 - 校舎新築落成記念式を挙行。校歌「あふげばたかし」（池邊義象 作詞、南能衛 作曲）が制定。
  - 7月1日 - 事務所を新校舎に移転。
  - 7月3日 - 4年制課程最後・3年制課程最初の卒業式を挙行。
  - 7月29日 - 2年制の選科を設置し、9月入学とする。
- 1911年（明治44年）6月 - 2年制の附属工業夜学校[2]を設置。入学資格を中学校4年修了程度とする。
- 1916年（大正5年）2月 - 学年始期を4月に変更。
- 1917年（大正6年）12月 - 文部省令第14号により、本科に電気工学科を増設し、第1部（電気化学）・第2部（電気機械） に分ける。
- 1922年（大正11年）10月 - 木造本館[3]が焼失。
- 1925年（大正14年）3月 - 新本館 （現・熊本大学事務局本館）が完成。
- 1931年（昭和6年）1月 - 附属工業夜学校を附属工学校と改称。
- 1937年（昭和12年）9月 - 臨時工業技術員養成科 （電気科） を設置し、修業年限を6ヶ月とする。
- 1939年（昭和14年）
  - 3月 - 本科に工業化学科を増設。
  - 4月 - 機械技術員養成科を設置し、修業年限を2年とする。
  - 5月 - 臨時工業教員養成所 （採鉱冶金科・電気工学科の2学科）を設置し、修業年限を3年とする。
- 1940年（昭和15年）4月 - 本科 採鉱冶金学科を採鉱学科・冶金学科に分離。また電気工学科の第1部・第2部の区別を廃止。
- 1941年（昭和16年）3月 - 満州国交通部土木技術員養成所（通称： 満州土木）を設置。生徒は満州国職員として扱われ、給与が支払われた。
- 1942年（昭和17年）3月 - 本科に建築工学科を増設。

### 熊本工業専門学校時代
- 1944年（昭和19年）4月1日 - 熊本工業専門学校と改称。
  - 本科学科を改称し、7学科（土木科・機械科・採鉱科・冶金科・電気科・化学工業科・建築科）を設置。
  - 本科に電気通信科・第二部機械科 （夜間課程） を増設。
- 1945年（昭和20年）
  - 4月 - 本科第二部に冶金科を増設。
  - 5月 - 電気計測技術員養成所を設置し、修業年限を6ヶ月とする。
- 1946年（昭和21年）
  - 1月 - 専修科 （土木科・建築科） を設置。
  - 3月 - 機械技術員養成科・満州土木・電気計測技術員養成所・本科第二部機械科・同 冶金科を廃止。
  - 12月 - 専修科が1期限りで廃止。
- 1947年（昭和22年）7月 - 熊本総合大学設置期成会が結成。
- 1948年（昭和23年）2月 - 医大・五高・工専・薬専校長ら、新制総合大学案を討議。
- 1949年（昭和24年）5月31日 - 新制熊本大学の発足により包括され、熊本大学熊本工業専門学校となる。
  - 在学生は卒業するまで工業専門学校は存続。新入生は工学部生となる。
  - 工業教員養成所は継承されず、代替として九州工業大学に工業教員養成課程を設置。
- 1951年（昭和26年）3月31日 - 最後の卒業生を送り出し、旧制熊本工業専門学校が廃止。伝統は熊本大学工学部に継承される。

## 歴代校長
第五高等学校工学部
第五高等学校校長は第五高等学校 (旧制)#歴代校長を参照。
- 工学部主事： 桜井房記 （1897年7月 - 1900年3月）
- 工学部主事： 神谷豊太郎 （1901年3月 - 1903年9月）

熊本高等工業学校・熊本工業専門学校
- 初代： 中原淳蔵 （1906年4月 - 1911年4月1日）
  - 兼務していた九州帝国大学教授の専任となる。
- 第2代： 川口虎雄 （1911年4月1日 - 1920年1月）
  - 広島高等工業学校校長に転じた。
- 第3代： 三浦鍋太郎 （1920年1月 - 1932年3月）
- 第4代： 遠藤金市 （1932年3月 - 1938年3月）
- 第5代： 大森偉一郎 （1938年3月 - 1945年11月）
- 第6代： 松本唯一 （1945年11月24日[4] - 1951年3月）

## 校地の変遷と継承
熊本高等工業学校は、母体となった第五高等学校の校内で発足した。1907年、豊後街道を挟んで南隣の土地 （飽託郡黒髪村大字宇留毛字八反、現・熊本市中央区黒髪2丁目） が熊本県から寄附され、熊本高工の校地となった。同校地は後身の新制熊本大学工学部に引き継がれ、現在に至っている。
1925年竣工の高工本館は、現在は熊本大学事務局本館として使用されている。工学部構内には、煉瓦造の旧高工機械実験工場 （1908年竣工） が工学部研究資料館として残り、1994年、国の重要文化財に指定された。

## 著名な出身者
熊本大学の人物一覧を参照。

## 関連書籍
- 熊本大学工学部創立百周年記念事業実行委員会・記念誌部会（編）　『熊本大学工学部百年史』　熊本大学工学部創立百周年記念事業後援会、2000年8月。